# Casco MARTE

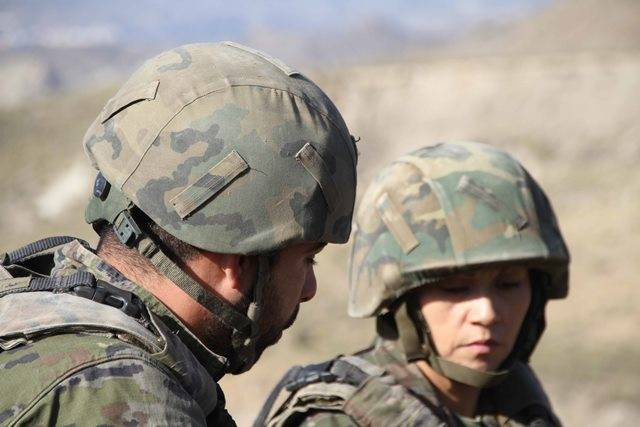
Soldados españoles con el casco MARTE

El casco MARTE era el casco usado por el Ejército de Tierra Español desde mediados de los años 80 hasta finales de los años 2010.

## Historia y especificaciones
El casco fue fabricado por primera vez en 1986 como resultado de una larga época de cascos obsoletos e ineficientes, el alto mando del ejército español diseñó al casco MARTE para sustituir al obsoleto casco M42 ya que la OTAN (a la que España acababa de unirse) comenzaba a requerir que los cascos de sus ejércitos se modernizaran. A diferencia de sus predecesores, este casco no era de acero sino que estaba construido a base de varias capas de tejidos de fibra balística de gran resistencia con una mezcla de resinas, que superaba con mucha ventaja a los viejos cascos metálicos. 
España fue la primera nación de Europa en modernizar sus cascos, haciéndolos con la última tecnología y sin usar acero.
El casco también se podía envolver en una funda propia de color verde o camuflaje, pero ésta se reservaba en su gran mayoría para el uso en campaña.